# 브레이디 리먼
브레이디 리먼(영어: Brady Leman, 1986년 10월 16일~)은 캐나다의 프리스타일 스키 선수로 주 종목은 스키 크로스이다. 2018년 동계 올림픽 스키 크로스 종목에서 금메달을 획득했다.